# Tamias canipes
Tamias canipes är en däggdjursart som först beskrevs av V. Bailey 1902. Den ingår i släktet jordekorrar och familjen ekorrar. IUCN kategoriserar arten globalt som livskraftig.

## Underarter
Inga underarter finns listade i Catalogue of Life, medan Wilson & Reeder skiljer mellan två underarter:
- Tamias c. canipes
- Tamias c. sacramentoensis Denna underart lever endast i bergskedjan Sacramento Mountains i New Mexico[9].

## Beskrivning
Arten har gråaktig grundfärg, med tre bruna strimmor längs rygg och sidor, med vita mellanrum. Svansen har svart ovansida och rödbrun undersida. skuldror, nacke, bakdel och lår är ofta rökgrå. På huvudets sidor har den fem brunaktiga och fyra vitaktiga strimmor. Tandantalet är 22. Underarten Tamias canipes sacramentoensis har en total kroppslängd mellan 22,7 och 26,4 cm, varav svansen utgör 9,1 till 10,8 cm. Tamias canipes canipes är mindre, med en total kroppslängd mellan 21 och 25 cm, varav svansen utgör 9,2 till 11,5 mm. Vikten varierar mellan 65 och 75 g. Som hos de flesta jordekorrar är honan något större än hanen.

## Ekologi
Arten vistas i bergstrakter. I New Mexico mellan 1 600 och 3 600 meter över havet, i Textas mellan 1 800 och 2 500 meter över havet. Habitatet utgörs av skogar på klippig mark som barrskogar med gran, tall och douglasgran, blandskogar med ek och buskskogar med pinje och en. De söker gärna skydd under timmerstockar och bland klippor. Boet skapas oftast i håligheter under omkullkastade träd eller under rötter.
Födan utgörs av ekollon, frön, svampar, gröna växtdelar och insekter. Individerna blir inaktiva under vintern men de håller ingen egentlig vinterdvala. Honor föder omkring 4 ungar mellan maj och augusti, efter omkring 30 dagars dräktighet. De blir könsmogna vid 10 månaders ålder.

## Utbredning
Denna jordekorre förekommer i södra USA i sydöstra delen av New Mexico och sydvästra delen av Texas.